# フォーチュン (雑誌)
『フォーチュン』（英：Fortune）は、アメリカ合衆国のニューヨークを拠点として発行されているビジネス雑誌である。フォーチュン・メディア・グループ・ホールディングスが発行している。1929年にヘンリー・ルースによって創刊された。全米規模のビジネス誌のカテゴリーでは『フォーブス』や『ブルームバーグ・ビジネスウィーク』と競合しており、長文の掘り下げた特集記事が特徴である。
同誌は、全米の企業の売上高ランキング「フォーチュン500」、世界の企業の売上高ランキング「フォーチュン・グローバル500」などのランキングを毎年発表している。また、毎年発行しているFortune Investor's Guideでも知られている。

## 歴史
『フォーチュン』は1929年に、『タイム』を創刊したヘンリー・ルースによって創刊された。ルースが目指したのは、産業文明を生き生きと描き、解釈し、記録した、傑出した高級誌だった。ルースのビジネスパートナーであったブリトン・ハデンは、このアイデアに乗り気ではなかったが、1929年2月27日のハデンの急逝の後、ルースはこの雑誌の刊行を推進した。
1929年10月下旬、ウォール街で大暴落が発生し、これが世界恐慌の始まりとなった。1929年11月にタイム社の取締役会に宛てたメモの中で、ルースは「我々は楽観的になりすぎないようにしよう。この景気低迷は1年も続くかもしれないと認識している」と書いている。この雑誌は1930年2月に正式に創刊された。編集主管はルース、編集長はパーカー・ロイド＝スミス、アートディレクターはトーマス・メイトランド・クレランドだった。創刊号の1冊の値段は1ドル（2019年の物価に換算すると15.3ドル）だった。販売額が決まっていなかったので、クレランドが創刊号の表紙のデザインに仮に「1ドル」と書いておいたものが、そのまま印刷に回されてしまったという都市伝説がある。創刊号が店頭に並んだとき、人々は1ドルという価格を見て、この雑誌には本当に価値のあるコンテンツがあるに違いないと思ったという。実際、184ページの創刊号は3万冊売れた。1937年には購読者数が46万人にまで増え、年間50万ドルの利益を上げていた。
他のビジネス誌が白黒の印刷で数字や統計を載せていただけだった時代に、『フォーチュン』は11×14インチの特大サイズで、クリーム色の厚紙を使用し、特殊なプロセスで印刷された表紙にはアートが施されていた。『フォーチュン』はまた、マーガレット・バーク＝ホワイトやアンセル・アダムスなどの写真が掲載されていたことでも知られている。ウォーカー・エバンスは1945年から1965年まで写真編集者を務めた。
世界恐慌の時代に、この雑誌はその社会意識や、エバンス、バーク＝ホワイトらによるカラー写真、ジェームズ・エイジー、アーチボルト・マクリーシュ、ジョン・ケネス・ガルブレイス、アルフレッド・カジンら執筆陣による記事により、評価を高めた。
1930年の創刊から1978年までは月1回発行されていた。1978年1月には隔週発行を開始した。2009年10月、広告収入と発行部数の減少を理由に、3週間に1回の発行となった。2018年現在では年14回の発行となっている。
発行元であるタイム社をタイム・ワーナーが所有していた1990年から2014年までの間、フォーチュンの記事は同じくタイム・ワーナーの傘下であったCNNと共同運営するウェブサイトCNNMoney.comで掲載されていた。2014年にタイム社が親会社であるタイム・ワーナーからスピンオフすると、同年6月以降は新たに独自のウェブサイトFortune.comを立ち上げた。
2017年11月26日、メレディス・コーポレーションがタイム社を28億ドルで買収することが発表された。買収は2018年1月31日に完了した。
2018年11月9日、メレディス・コーポレーションが『フォーチュン』をタイの実業家チャチャバル・ジアラバノンに1億5千万ドルで売却したことが発表された。ジアラバノンはタイに本拠地を置く財閥CPグループの傘下にあり、農業、電気通信、小売、製薬、金融などの分野で株式を保有している。現在は、同氏が設立したフォーチュン・メディア・グループ・ホールディングスが発行している。

## フォーチュン・リスト
フォーチュン誌は定期的に様々なランキングを発表している。例えば、人事分野では、「働きがいのある会社」のランキングがある。
- フォーチュン500 (Fortune 500)
- フォーチュン1000 (Fortune 1000)
- フォーチュン・グローバル500 (Fortune Global 500)
- フォーチュン・インディア500（英語版） (Fortune India 500)
- 40アンダー40（英語版） (40 Under 40) - 40歳以下の若手リーダー40人
- 最もパワフルな女性起業家（英語版） (Most Powerful Women Entrepreneurs)
- 「働きがいのある会社」ランキング (100 Best Companies to Work for)
- World's Most Admired Companies
- 100 Fastest Growing Companies
- The Unicorn List
- Businessperson of the Year
- Change the World
- The World's 50 Greatest Leaders
- The Ledger 40 Under 40
- Future 50
- 100 Best Workplaces For Millennials
- 100 Best Workplaces For Women
- 50 Best Workplaces for New College Graduates
- Best Workplaces for Diversity

## 歴代編集長
1929年に構想されて以来、今までに編集長は17人いた。2013年10月にタイム社で編集主幹（エディター・イン・チーフ）の役職が廃止されたことを受けて、2014年に編集長の肩書きが「マネージング・エディター」から「エディター」に変更された。
| 代 | 氏名                         | 原文表記                       | 在任期間        |
| -- | ---------------------------- | ------------------------------ | --------------- |
| 1  | パーカー・ロイド・スミス     | Parker Lloyd-Smith             | 1929年 - 1931年 |
| 2  | ラルフ・インガーソール       | Ralph Ingersoll                | 1932年 - 1935年 |
| 3  | エリック・ホジンズ           | Eric Hodgins                   | 1935年 - 1937年 |
| 4  | ラッセル・ダベンポート       | Russell Davenport              | 1937年 - 1940年 |
| 5  | リチャードソン・ウッド       | Richardson Wood                | 1940年 - 1941年 |
| 6  | ラルフ・ペイン・ジュニア     | Ralph "Del" Delahaye Paine Jr. | 1941年 - 1953年 |
| 7  | ヘドレイ・ドノヴァン         | Hedley Donovan                 | 1953年 - 1959年 |
| 8  | ダンカン・ノートン・テイラー | Duncan Norton-Taylor           | 1959年 - 1965年 |
| 9  | ルイス・バンクス             | Louis Banks                    | 1965年 - 1970年 |
| 10 | ロバート・ルバー             | Robert Lubar                   | 1970年 - 1980年 |
| 11 | ウィリアム・S・ルーカイザー  | William S. Rukeyser            | 1980年 - 1986年 |
| 12 | マーシャル・ローブ           | Marshall Loeb                  | 1986年 - 1994年 |
| 13 | ウォルター・キエッチェル3世  | Walter Kiechel III             | 1994年 - 1995年 |
| 14 | ジョン・ヒューイ             | John Huey                      | 1995年 - 2001年 |
| 15 | リック・カークランド         | Richard "Rik" Kirkland         | 2001年 - 2005年 |
| 16 | エリック・プーリー           | Eric Pooley                    | 2005年 - 2006年 |
| 17 | アンディ・セルワー           | Andrew "Andy" Serwer           | 2006年 - 2014年 |
| 18 | アラン・マレー               | Alan Murray                    | 2014年 - 2017年 |
| 19 | クリフトン・リーフ           | Clifton Leaf                   | 2017年 - 現在   |